# Samyj krasivyj kon'
Samyj krasivyj kon' (Самый красивый конь) è un film del 1976 diretto da Stepan Pučinjan.

## Trama
Basato sulla storia omonima di Boris Almazov. Il film racconta come un serio hobby per gli sport equestri abbia aiutato Igor' Ponomarev, uno studente povero, a diventare uno dei migliori studenti della classe.